# Hanebado!
Hanebado! (はねバド!), également connu sous le nom de The Badminton Play of Ayano Hanesaki! (litt. « Le Jeu de badminton d'Ayano Hanesaki ! ») ou Hanebad!, est une série de manga écrite et dessinée par Kōsuke Hamada. On y suit des lycéennes faisant du badminton. La série est lancée dans le magazine de prépublication de seinen manga de Kōdansha good! Afternoon en juin 2013 ; elle s'est conclue en octobre 2019,. Une adaptation en série télévisée d'animation par le studio Liden Films est diffusée pour la première fois au Japon entre juillet et octobre 2018,. En France, le manga sera édité par noeve grafx à partir de mai 2022.

## Intrigue
Dans le monde sportif du badminton, Uchika Hanesaki était une champion en titre. Sa fille Ayano suivait sa mère et s’entraînait avec elle pendant de nombreuses années. Un jour au collège, Ayano a attrapé un rhume avant un match de badminton important et a ensuite perdu, provoquant le départ d'Uchika, laissant sa fille avec ses grands-parents. Le départ de sa mère l'a entraîné dans une dépression et a choisi d’arrêter le badminton. Alors qu'Ayano en est à sa première année au lycée, elle est recrutée par l'ancien joueur Kentarō Tachibana pour rejoindre le club de badminton. En étant là-bas, elle apprend à surmonter ses peurs en jouant à nouveau au badminton.

## Personnages

### Lycée Kitakomachi
Ayano Hanesaki (羽咲 綾乃, Hanesaki Ayano)
Voix japonaise : Hitomi Ōwada (ja)
Une première année au lycée et une joueuse de badminton timide. Lorsqu'on lui parle, Elena vient souvent à ses côtés, comme lorsque Kentarō était à la recherche de membres de badminton pour rejoindre le club de l'équipe, et qu'il la voyait grimper sur un arbre. Cela a été modifié dans l'anime, Kentarō regardait le match d'entraînement du club de tennis et s'est approché d'Ayano.
Nagisa Aragaki (荒垣 なぎさ, Aragaki Nagisa)
Voix japonaise : Miyuri Shimabukuro (ja)
Une troisième année au lycée et la capitaine du club de badminton.
Riko Izumi (泉 理子, Izumi Riko)
Voix japonaise : Yūna Mimura (ja)
Également une troisième année au lycée et la vice-capitaine du club.
Elena Fujisawa (藤沢 エレナ, Fujisawa Erena)
Voix japonaise : Konomi Kohara
Une première année au lycée et la manager du club de badminton ainsi que l'amie d'enfance d'Ayano et sa camarade de classe.
Kentarō Tachibana (立花 健太郎, Tachibana Kentarō)
Voix japonaise : Nobuhiko Okamoto
L'entraîneur du club de badminton. Dans l'anime, son introduction a été modifiée ; il est un joueur de badminton olympique mais s'est blessé avant le début de la compétition. Il a été présenté par Miyako Tarōmaru, pour être l’entraîneur de Kitakomachi auquel il est également un ancien élève.
Miyako Tarōmaru (太郎丸 美也子, Tarōmaru Miyako)
Voix japonaise : Mikako Komatsu
La conseillère du club de badminton.

### Lycée Kōnan
Kaoruko Serigaya (芹ヶ谷 薫子, Serigaya Kaoruko)
Voix japonaise : Asami Shimoda (ja)
Le rival d'Ayano pendant leurs années de collège et une membre du club de badminton du lycée Kōnan.

### Lycée de l'Université pour filles Fredericia
Connie Christensen (コニー・クリステンセン, Konī Kurisutensen)
Voix japonaise : Mariya Ise
Une joueuse de badminton venant du Danemark, formée par Uchika Hanesaki et membre du club de badminton de Fredericia. Elle rencontre Ayano par hasard, après s’être enfuie du camp d’entraînement. Elles sont allées voir un magasin de fleurs. Lorsque le téléphone d'Ayano a sonné, elle a entendu son nom au téléphone, ce qui a surpris Connie. Cela a été modifié dans l'anime, Nagisa a dessiné une carte pour Ayano afin qu'elle aille à un konbini mais elle s'est perdue sur le chemin. Connie la croise ensuite et elles sont allées ensemble au magasin.
Yuika Shiwahime (志波姫 唯華, Shiwahime Yuika)
Voix japonaise : Ai Kayano
Une troisième année et la capitaine d'un club de badminton de Fredericia.

### Lycée Zushi Sōgō
Nozomi Ishizawa (石澤 望, Ishizawa Nozomi)
Voix japonaise : Arisa Sakuraba (ja)
Elle était l’amie de Nagisa et de Riko au collège et une demi-finaliste d’un tournoi de badminton.

### Autres
Uchika Hanesaki (羽咲 有千夏, Hanesaki Uchika)
Voix japonaise : Sayaka Ōhara
Une championne de badminton à la retraite et la mère d'Ayano. Avant de prendre sa retraite, elle s'appelait Uchika Shindo (神藤 有千夏, Shindo Uchika).

## Productions et supports

### Manga
Écrit et dessiné par Kōsuke Hamada, Hanebado! est lancé dans le 32e numéro du magazine de prépublication de seinen manga good! Afternoon, paru le 7 juin 2013. Le dernier chapitre de la série est publié dans le 11e numéro de 2019, sorti le 7 octobre 2019. Les chapitres sont reliés dans des volumes tankōbon par la maison d'édition Kōdansha dont le premier est publié le 7 octobre 2013 ; la série est composée au total de seize volumes tankōbon. Le 2 décembre 2021, l'éditeur français noeve grafx annonce que le manga paraîtra en mai 2022 en France.

#### Liste des volumes
| no                                                                                | Japonais         | Japonais                                                                  | Français        | Français          |
| no                                                                                | Date de sortie   | ISBN                                                                      | Date de sortie  | ISBN              |
| --------------------------------------------------------------------------------- | ---------------- | ------------------------------------------------------------------------- | --------------- | ----------------- |
| 1                                                                                 | 7 octobre 2013   | 978-4-06-387927-8                                                         | 28 octobre 2022 | 978-2-38-316153-0 |
| 2                                                                                 | 7 février 2014   | 978-4-06-387955-1                                                         | 7 avril 2023    | 978-2-38-316306-0 |
| 3                                                                                 | 7 juillet 2014   | 978-4-06-387983-4                                                         | 7 juillet 2023  | 978-2-38-316436-4 |
| 4                                                                                 | 7 novembre 2014  | 978-4-06-388008-3                                                         |                 |                   |
| 5                                                                                 | 7 avril 2015     | 978-4-06-388043-4                                                         |                 |                   |
| 6                                                                                 | 7 septembre 2015 | 978-4-06-388082-3                                                         |                 |                   |
| 7                                                                                 | 5 février 2016   | 978-4-06-388116-5                                                         |                 |                   |
| 8                                                                                 | 5 août 2016      | 978-4-06-388165-3                                                         |                 |                   |
| 9                                                                                 | 7 décembre 2016  | 978-4-06-388221-6                                                         |                 |                   |
| 10                                                                                | 1er mai 2017     | 978-4-06-388254-4                                                         |                 |                   |
| 11                                                                                | 6 octobre 2017   | 978-4-06-388291-9                                                         |                 |                   |
| 12                                                                                | 7 mars 2018      | 978-4-06-511097-3                                                         |                 |                   |
| 13                                                                                | 6 juillet 2018   | 978-4-06-511877-1                                                         |                 |                   |
| 14                                                                                | 22 novembre 2018 | 978-4-06-513446-7                                                         |                 |                   |
| 15                                                                                | 7 juin 2019,     | 978-4-06-515719-0 (édition standard) 978-4-06-515720-6 (édition spéciale) |                 |                   |
| Extra : Au Japon, l'édition spéciale est comprise avec un livret d'illustrations. |                  |                                                                           |                 |                   |
| 16                                                                                | 7 novembre 2019  | 978-4-06-517483-8                                                         |                 |                   |

### Light novel
Une adaptation en light novel par Tadahito Mochizuki, avec les illustrations de Kōsuke Hamada, a été publiée par Kōdansha en un volume unique le 29 juin 2018  (ISBN 978-4-7580-4509-4). L'histoire se déroule un an avant le début de la série au lycée de l'Université pour filles Fredericia, plaçant Yuika Shiwahime comme personnage principal qui est récemment nommée en tant que nouvelle capitaine du club de badminton de l'école.

### Anime
Une adaptation en anime a été annoncée en février 2018 via l'ouverture d'un site officiel dédié. Celle-ci est réalisée par Shinpei Ezaki et écrite par Taku Kishimoto au sein du studio d'animation Liden Films, avec des chara-designs fourni par Satoshi Kimura et une bande originale de Tatsuya Katō. Composée de 13 épisodes, la série est diffusée pour la première fois au Japon entre le 2 juillet 2018 et le 1er octobre 2018 sur Tokyo MX, BS11, AT-X, et un peu plus tard sur KTV,. Crunchyroll détient les droits de diffusion en streaming de l’anime dans le monde entier, excepté en Asie,.
La chanson de l'opening de la série, intitulée Futari no hane (ふたりの羽根), est interprétée par YURiKA, tandis que la chanson de Yuiko Ōhara, intitulée High Stepper (ハイステッパー), sert d'ending,,.
La production a été affectée par le séisme de 2018 à Hokkaidō : le studio de photographie étant situé à Sapporo, le courant a été coupé après le séisme, ce qui a empêché le personnel de continuer à travailler jusqu'à ce que l'électricité soit complètement rétablie. En conséquence, le 11e épisode de la série a été retardé, une nouvelle date de diffusion n’avait pas encore été décidée,. La diffusion est reprise le 17 septembre 2018 après avoir été retardé d'une semaine.

#### Liste des épisodes
| No | Titre français                               | Titre japonais               | Titre japonais                         | Date de 1re diffusion |
| No | Titre français                               | Kanji                        | Rōmaji                                 | Date de 1re diffusion |
| -- | -------------------------------------------- | ---------------------------- | -------------------------------------- | --------------------- |
| 1  | Un sacré talent !                            | スッゴい才能！               | Suggoi sainō!                          | 2 juillet 2018        |
| 2  | Rien de mieux que la viande après le sport ! | 運動の後の肉は格別ッス！     | Undō no nochi no niku wa kakubetsussu! | 9 juillet 2018        |
| 3  | Elle était parfaite !                        | アイツは完璧だった           | Aitsu wa kanpekidatta                  | 16 juillet 2018       |
| 4  | Moi aussi, je suis perdue, maintenant !      | 私も今、迷子なんだ           | Watashi mo ima, maigonanda             | 23 juillet 2018       |
| 5  | Tu n'es pas toute seule !                    | 一人じゃないよ               | Hitorijanaiyo                          | 30 juillet 2018       |
| 6  | C'est notre dernier été !                    | 最後の夏なんだもん!          | Saigo no natsunanda mon!               | 6 août 2018           |
| 7  | Je l'écraserai en un instant                 | あんな子、瞬殺してみせる     | An'na ko, shunsatsu shite miseru       | 13 août 2018          |
| 8  | Le badminton que je veux pratiquer           | 私のやりたいバドミントン     | Watashi no yaritai badominton          | 20 août 2018          |
| 9  | Ce n'est pas ton amie que je veux devenir    | ンなりたいのは“友達”じゃない | Naritai no wa “tomodachi” janai        | 27 août 2018          |
| 10 | C'est ça, la prise du revers                 | バックハンドの握りはこう     | Bakkuhando no nigiri wa kō             | 3 septembre 2018      |
| 11 | Parce que j'aime le badminton                | バドミントンが好きだから     | Badominton ga sukidakara               | 17 septembre 2018,    |
| 12 | Il faut aller à l'avant !                    | 足を前に出しなさいよ！       | Ashi o mae ni dashinasai yo!           | 24 septembre 2018     |
| 13 | Derrière la bande blanche                    | あの白帯のむこうに           | Ano shiroobi no mukō ni                | 1er octobre 2018      |

### Sources
1. 1 2  (ja) « パジャマな彼女の濱田浩輔がgoodアフタで女子バドを描く », sur natalie.mu,‎ 31 mai 2013 (consulté le 7 septembre 2018)
2. 1 2  (ja) « goodアフタにビブリア2巻のカバー付属、濱田浩輔の新作も », sur natalie.mu,‎ 7 juin 2013 (consulté le 7 septembre 2018)
3. 1 2  (ja) « 濱田浩輔「はねバド！」6年半の連載に幕、女子高生たちのバドミントン青春劇 », sur natalie.mu,‎ 7 octobre 2019 (consulté le 7 octobre 2019)
4. 1 2  (en) Crystalyn Hodgkins, « Hanebado! Badminton Manga Ends in Next Chapter : Manga inspired TV anime in July 2018 », sur Anime News Network, 7 septembre 2019 (consulté le 7 octobre 2019)
5. 1 2  (en) Crystalyn Hodgkins, « Hanebad! Badminton Anime Reveals Visual, July 1 Premiere : Hitomi Ohwada, Miyuri Shimabukuro star in series », sur Anime News Network, 1er juin 2018 (consulté le 7 septembre 2018)
6. 1 2  (ja) « ON AIR 放送・配信情報 » (consulté le 7 septembre 2018)
7. 1 2 3  (en) Egan Loo, « Hanebad! Badminton TV Anime Casts Nobuhiko Okamoto as Coach : Hitomi Ohwada, Miyuri Shimabukuro also star in LIDEN FILMS anime », sur Anime News Network, 9 mars 2018 (consulté le 7 septembre 2018)
8. 1 2  (en) Jennifer Sherman, « Hanebad! Badminton TV Anime Casts Yuuna Mimura, Konomi Kohara : LIDEN FILMS' series premieres in July », sur Anime News Network, 6 avril 2018 (consulté le 7 septembre 2018)
9. 1 2  (en) Rafael Antonio Pineda, « Hanebad! Badminton Anime Casts Mikako Komatsu, Sayaka Ohara : LIDEN FILMS' series premieres in July », sur Anime News Network, 8 mai 2018 (consulté le 7 septembre 2018)
10. 1 2 3 4  (en) Crystalyn Hodgkins, « Hanebad! Badminton Anime Adds 4 More Cast Members : LIDEN FILMS' series premieres in July », sur Anime News Network, 18 mai (consulté le 7 septembre 2018)
11. ↑  (ja) « 濱田浩輔「はねバド！」1巻発売！ジャンプからの転向語る », sur natalie.mu,‎ 7 octobre 2013 (consulté le 7 septembre 2018)
12. ↑  « MangaUne avalanche d'annonces chez Noeve Grafx - Partie 5 », sur manga-news.com (consulté le 22 décembre 2022)
13. ↑  (ja) « はねバド！ », sur Kōdansha (consulté le 7 septembre 2018)
14. ↑  (ja) « 濱田浩輔「はねバド！」15巻発売、特装版には連載をイラストで振り返るミニ画集 », sur natalie.mu,‎ 7 juin 2019 (consulté le 7 juin 2019)
15. ↑  (en) Rafael Antonio Pineda, « Hanebado! Badminton Manga Gets Summer TV Anime : LIDEN FILMS animates show about talented, reluctant badminton team recruit played by Hitomi Ohwada », sur Anime News Network, 4 février 2018 (consulté le 8 septembre 2018)
16. ↑  (ja) « 濱田浩輔「はねバド！」TVアニメ化！綾乃は大和田仁美、なぎさは島袋美由利 », sur natalie.mu,‎ 5 février 2018 (consulté le 8 septembre 2018)
17. ↑  (ja) « GOODS グッズ : 【Vol.6】2月13日発売 », sur Site officiel (consulté le 8 septembre 2018)
18. ↑  GoToon, « ANNONCE : HANEBADO! en simulcast sur Crunchyroll : La première série sur le badminton », sur Crunchyroll, 28 juin 2018 (consulté le 8 septembre 2018)
19. ↑  (en) Karen Ressler, « Crunchyroll, Funimation to Stream Chio's School Road, Harukana Receive, Hanebad Anime (Update) : Funimation also confirms Island, Dies irae simuldubs », sur Anime News Network, 28 juin 2018 (consulté le 8 septembre 2018)
20. ↑  (en) Jennifer Sherman, « Hanebad! Badminton Anime's 2nd Promo Video Previews Theme Songs : YURiKA, Yuiko Ōhara perform songs for anime debuting on July 1 », sur Anime News Network, 13 juin 2018 (consulté le 8 septembre 2018)
21. ↑  (ja) « GOODS グッズ : OPテーマ », sur Site officiel (consulté le 8 septembre 2018)
22. ↑  (ja) « GOODS グッズ : EDテーマ », sur Site officiel (consulté le 8 septembre 2018)
23. 1 2  (en) Crystalyn Hodgkins, « Hanebad! Anime's 11th Episode Delayed Due to Hokkaido Earthquake : Show's photography studio located in Sapporo is without electricity », sur Anime News Network, 7 septembre 2018 (consulté le 8 septembre 2018)
24. 1 2  (ja) « NEWS ニュース : アニメ「はねバド！」第１１話放送延期のお知らせ », sur Site officiel,‎ 7 septembre 2018 (consulté le 8 septembre 2018)
25. 1 2  (ja) « NEWS ニュース : アニメ「はねバド！」今後の放送・配信予定につきまして », sur Site officiel,‎ 13 septembre 2018 (consulté le 16 septembre 2018)

### Œuvres
Édition japonaise
1. 1 2  (ja) « はねバド！（１） », sur Kōdansha (consulté le 7 septembre 2018)
2. 1 2  (ja) « はねバド！（２） », sur Kōdansha (consulté le 7 septembre 2018)
3. 1 2  (ja) « はねバド！（３） », sur Kōdansha (consulté le 7 septembre 2018)
4. 1 2  (ja) « はねバド！（４） », sur Kōdansha (consulté le 7 septembre 2018)
5. 1 2  (ja) « はねバド！（５） », sur Kōdansha (consulté le 7 septembre 2018)
6. 1 2  (ja) « はねバド！（６） », sur Kōdansha (consulté le 7 septembre 2018)
7. 1 2  (ja) « はねバド！（７） », sur Kōdansha (consulté le 7 septembre 2018)
8. 1 2  (ja) « はねバド！（８） », sur Kōdansha (consulté le 7 septembre 2018)
9. 1 2  (ja) « はねバド！（９） », sur Kōdansha (consulté le 7 septembre 2018)
10. 1 2  (ja) « はねバド！（１０） », sur Kōdansha (consulté le 7 septembre 2018)
11. 1 2  (ja) « はねバド！（１１） », sur Kōdansha (consulté le 7 septembre 2018)
12. 1 2  (ja) « はねバド！（１２） », sur Kōdansha (consulté le 7 septembre 2018)
13. 1 2  (ja) « はねバド！（１３） », sur Kōdansha (consulté le 7 septembre 2018)
14. 1 2  (ja) « はねバド！（１４） », sur Kōdansha (consulté le 26 décembre 2018)
15. 1 2  (ja) « はねバド！（１５） », sur Kōdansha (consulté le 7 juin 2019)
16. 1 2  (ja) « はねバド！（１５）特装版 », sur Kōdansha (consulté le 7 juin 2019)
17. 1 2  (ja) « はねバド！（１６） », sur Kōdansha (consulté le 29 novembre 2019)
18. ↑  (ja) « 小説　はねバド！ », sur Kōdansha (consulté le 7 septembre 2018)

Édition française
1. 1 2  « Hanebad! T01 », sur Noeve Grafx (consulté le 7 septembre 2018)
2. 1 2  « Hanebad! T02 », sur Noeve Grafx (consulté le 7 septembre 2018)
3. 1 2  « Hanebad! T03 », sur Noeve Grafx (consulté le 7 septembre 2018)